# (467231) 2016 EY164
(467231) 2016 EY164 es un asteroide perteneciente al cinturón de asteroides, descubierto el 23 de febrero de 1998 por el equipo Spacewatch desde el Observatorio Nacional de Kitt Peak (Arizona, Estados Unidos).